# 天羽槌雄神
天羽槌雄神（アメノハヅチオノカミ）為《古語拾遺》的記述，又記作倭文神（シズノカミ）、建葉槌命（タケハヅチノミコト）、天羽雷命（アメノハヅチノミコト）等別名，祂是日本神話裡出現的神明；亦是倭文氏（しどりし）的祖先。

## 概要

### 古語拾遺之記載

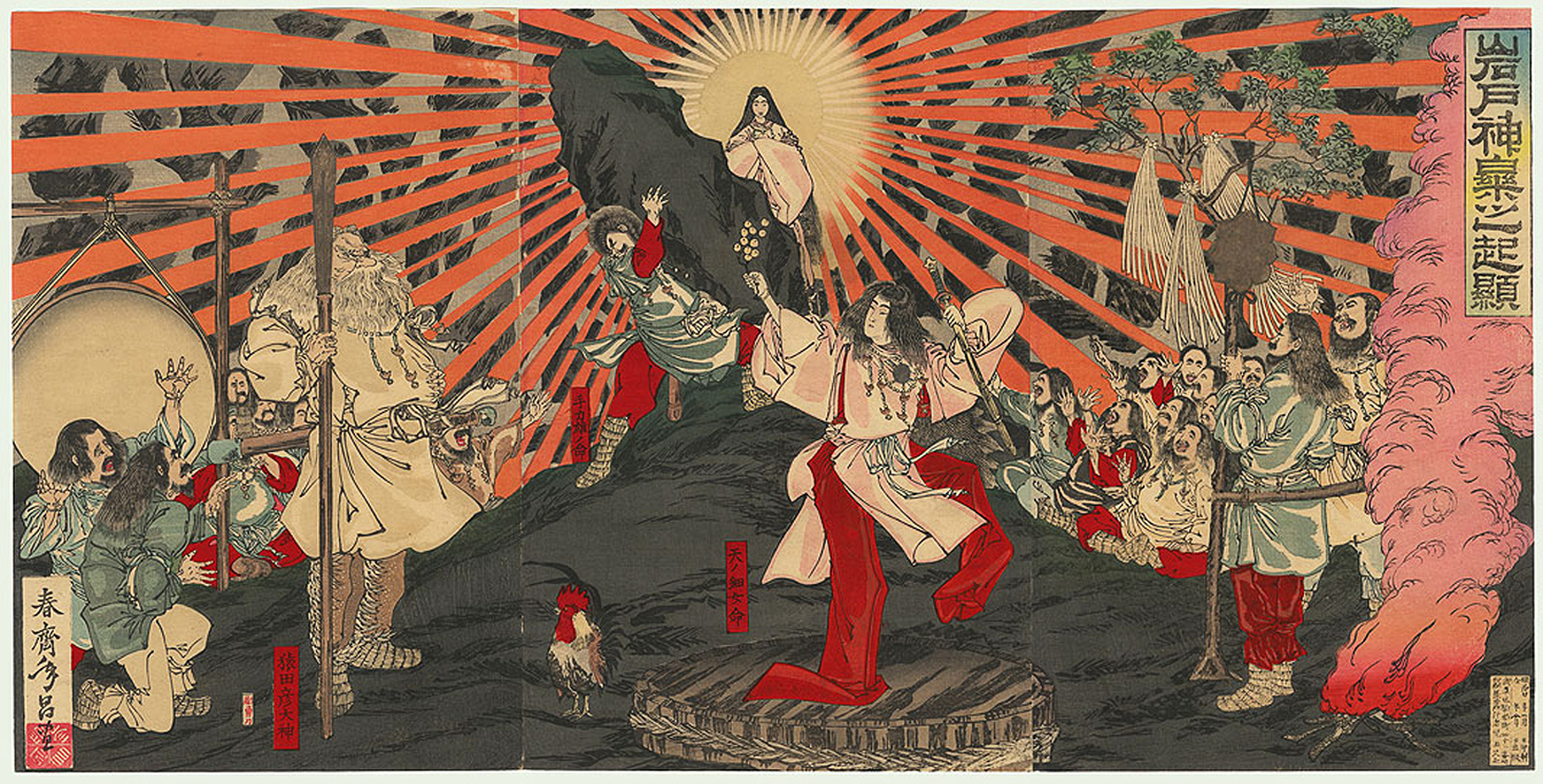
天照大神步出天岩戶的剎那

依據《古語拾遺》的記載，天照大神因素戔鳴神胡作非為，嚇得躲入大石窟，高皇產靈神便集合八十萬眾神共同協商。思兼神建議太玉神率眾製造和幣、石凝姥神取天香山之銅鑄造日像之鏡、長白羽神種麻以織作青和幣、天日鷲神和津咋見神種植穀木以作白和幣、天羽槌雄神織文布、天棚機姬神織神衣、櫛明玉神作八坂瓊襲五百箇御統玉、手置帆負命和彥狹知命二神以天御量伐大峽小峽之木材而造瑞殿，兼作御笠、矛、盾等、天目一箇神作雜刀、斧及鐵鐸。於是掘天香山之五百箇真賢木，上枝懸玉、中枝懸鏡、下枝懸青白和幣，由太玉命捧持，而天兒屋命口誦祝詞祈禱。

## 解說
神名裡的「羽」即為棉花、絲綢等組成的布帛，而《古語拾遺》所謂的「文布」即全名為「倭文（或）布」的紡織品。因此該神祇為倭文氏的祖先，且一般日本民間將之視為紡織之神。神格和祂同等的，另有栲幡千千姬命、長白羽神、天棚機姬命等神明。

### 建葉槌命
該神明之別名為建葉槌命（タケハヅチノミコト，也寫作「武葉槌命」），典故出自《日本書紀》卷第二神代下。在天孫降臨前，經津主神與武甕槌神受高皇產靈尊之命一同前往平定葦原中國，唯有星神香香背男不服。於是另外派遣倭文神建葉槌命降伏，使前述二神得以回去覆命。
但是，為何紡織之神能降伏頑強抵抗的星神香香背男？出現以下許多說法：
1. 在日語中，「建」的讀音同「武」、「葉」同「刃」，因此建葉槌命實際上是武神[1]。
2. 將星星織入紡織品中，象徵星星被紡織品封印起來。
3. 建葉槌命將織物贈與星神香香背男，加以懷柔勸服。

另外，《日本書紀》卷第二神代下的第二種說法裡提到天神派遣經津主神與武甕槌神平定葦原中國，但天有惡神天津甕星，亦名天香香背男。前二神請天神先誅此惡神，才願降臨下凡。此時，有位號曰齋之大人的齋主神，位於于東國檝取之地。由於此段故事與正文相似，於是後世有人懷疑齋之大人便是建葉槌命。

## 信仰
在日本，供奉天羽槌雄神為主祭神的神社除了倭文神社外，另計有下述：
- 靜神社（茨城縣那珂市）
- 服部神社（石川縣加賀市）

祭拜建葉槌命的神社則有：
- 石井神社（茨城縣笠間市）
- 大甕倭文神社（茨城縣日立市）

## 內部連結
- 栲幡千千姬命
- 長白羽神

## 外部連結
- （日語）天羽槌雄神（页面存档备份，存于）